# Asplenium tetraploideum
Asplenium tetraploideum là một loài dương xỉ trong họ Aspleniaceae. Loài này được Panigrahi mô tả khoa học đầu tiên năm 1975.
Danh pháp khoa học của loài này chưa được làm sáng tỏ. 